# Szlufka

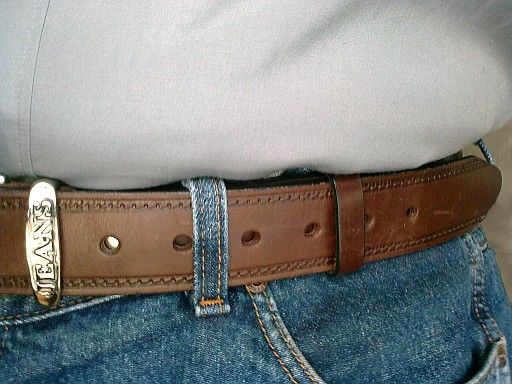
Szlufki przy pasie (metalowa i skórzana) oraz szlufki od spodni (dżinsowe)

Szlufka – element odzieży, służący do przytrzymywania końcówki pasa oraz do utrzymywania go w przewidzianym dla niego miejscu. Szlufki, będące częścią pasa są najczęściej wąskimi cienkimi opaskami z takiego samego materiału i tego samego koloru co pas, czasem stosowane są też szlufki metalowe. Szlufki u spodni (lub czasem też u spódnic) bywają przyszytymi do nich wąskimi paskami materiału, przez które przewlekany jest pas; w ten sposób stabilizuje się położenie pasa względem pozostałych części odzieży.

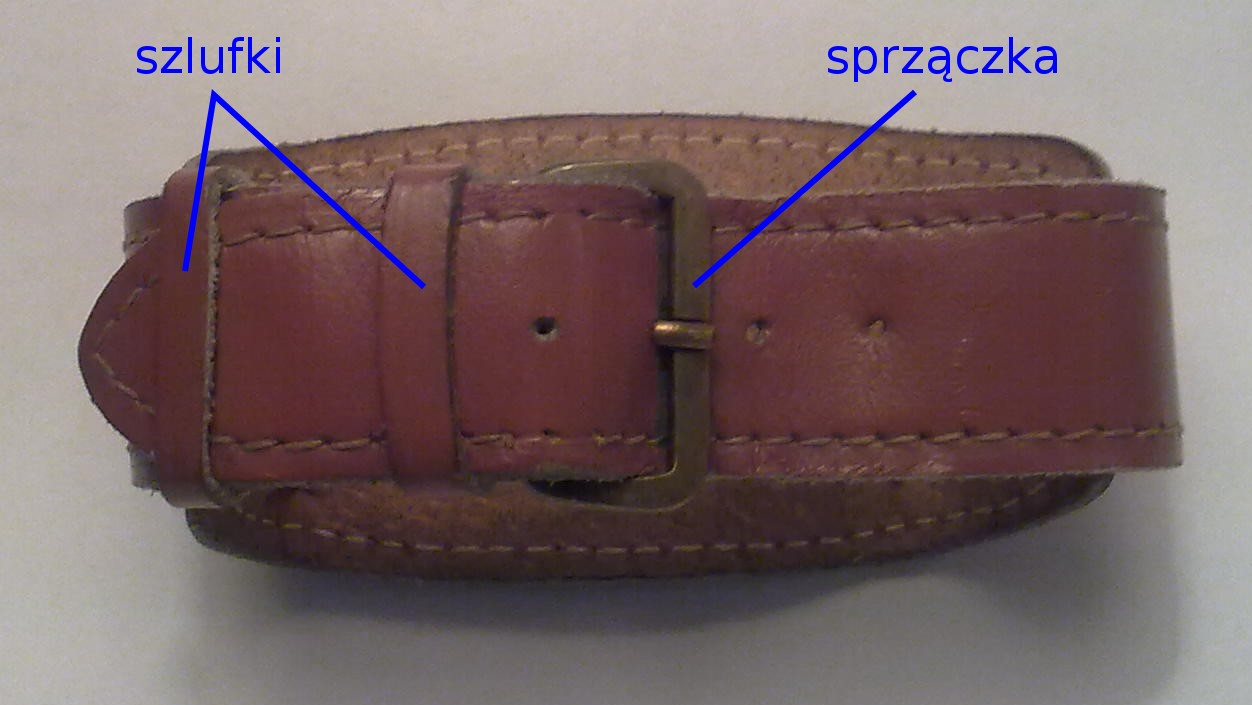
Pasek do zegarka ze szlufkami

Również paski do zegarków na rękę (zwłaszcza te wykonane ze skóry) wyposażone mogą być w szlufki, których rolą jest niedopuszczanie do zaczepiania końcówką paska o ubranie, co mogłoby doprowadzić do nieoczekiwanego rozpięcia paska.
Niekiedy szlufki (przy spodniach, spódnicach, płaszczach, kurtkach) wykonane są w postaci pasków materiału zszytych jednostronnie z podłożem, a z drugiej strony przypinanych (podobnie jak naramienniki w mundurach), co ułatwia umieszczenie w szlufce pasa (eliminuje konieczność przewlekania go przez nią).